# 단테스 피크
《단테스 피크》(Dante's Peak)는 미국에서 1997년 제작된 로저 도널드슨 감독의 재난 스릴러 영화이다. 피어스 브로스넌 등이 주연으로 출연하였고 조셉 싱어 등이 제작에 참여하였다.

## 줄거리
화산재가 장면을 채우고 불타는 잔해가 무작위로 떨어져 시야가 흐려지면서 콜롬비아 어딘가에 있는 작은 마을에서 혼란이 일어난다. 미국 지질조사국과 연합한 지질학자이자 화산학자인 해리 달튼 박사는 탈출용 트럭을 타고 탈출을 시도하지만, 파편이 트럭 지붕을 뚫고 들어가 해리의 약혼자 마리안이 사망한다.
4년 후, 해리는 워싱턴주 밴쿠버에서 은둔 생활을 하고 있다. 어느 날, 그는 상관인 폴 드레이퍼스에게 소환되어, 휴화산 근처 마을에서 지진 활동이 목격되었다는 설명을 듣는다. 해리는 마을에 도착해서 시장인 레이첼 완도와 그녀의 두 자녀인 로렌과 그레이엄을 만난다. 레이첼은 해리에게 산을 안내해 주는데, 그곳에서 그들은 루스라는 노인 여성을 만난다. 루스라는 노인은 산 기슭의 호수 근처 통나무집에서 은둔자로 살고 있다.
탐험가들이 뜨거운 온천 통에 삶아 죽은 젊은 부부를 발견하면서 산 투어는 조기 종료된다. 레이첼은 해리를 초대해 최근 사건에 대해 논의하기 위해 마을 회의를 소집하지만, 폴이 도착했을 때 그는 화산 활동에 대한 초기 징후가 없기 때문에 마을에 경보를 발령할 수 없다고 설명했다. 시간이 흐르면서 해리는 레이첼과 낭만적인 관계를 발전시킨다.
며칠 후, 해리와 그의 동료 테리는 화산 정상을 조사하지만 여진으로 인해 암석이 붕괴되어 테리는 그 아래에 갇히게 된다. 두 사람 모두 헬리콥터로 산에서 호송된다. 그 여파로 테리는 다리가 부러졌고, 폴은 해리가 폭발이 임박했다는 증거를 충분히 제시하지 못했다며 비난한다. 폴과 지질학 팀이 떠날 준비를 하는 사이 해리는 레이첼에게 작별 인사를 하러 간다. 하지만 로렌이 물을 달라고 하자 수돗물의 색깔이 정상이 아니어서 의심스러운 점을 발견한다. 이산화황으로 인해 마을의 물 공급원이 오염되었다는 사실이 분명해졌다. 해리는 폴에게 증거를 제시하지만, 폴은 처음에는 무시하지만, 나머지 팀원들이 지진 감지 수치와 유황 수치가 급등하는 것을 발견하자 폴은 다음 날까지 연락이 불가능한 국가방위군에 전화를 건다.
고등학교에서 마을 회의가 열리고 있을 때 지진이 발생하고 분화가 시작된다. 마을 사람들은 당황하고 광란에 빠진 가운데, 해리와 레이첼은 아이들을 데리러 갔고, 그들이 루스를 찾으러 산에 올라갔다는 사실을 알게 되었는데, 루스가 집을 떠나기를 거부했기 때문이다. 루스와 재회한 후 용암류가 통나무 집을 강타해 불길에 휩싸이지만 해리와 다른 사람들은 안전하게 빠져나와 모터보트를 타고 호수를 건넌다. 그레이엄은 호수 안의 물고기가 모두 죽는 것을 목격하고, 화산에서 방출되는 황이 풍부한 가스로 인해 호수가 산성화되었다는 사실이 분명해진다. 산성 호수 때문에 배가 천천히 붕괴되고, 루스는 배를 안전하게 해안으로 끌어올리기 위해 너무 일찍 호수에 내리지만, 사망하기 전에 화학 화상을 입는다.
다음날 아침, 국민방위군이 폴과 지질조사팀의 대피를 돕기 위해 도착했다. 같은 시기에 산의 빙하가 녹아 댐이 무너져 강물에 범람하게 되었다. 차량들은 다리를 안전하게 건넜지만 폴은 건너지 못하고, 범람한 강물에 다리가 휩쓸려가기 직전에 바다로 던져져 죽고 만다.
해리, 레이첼, 그리고 아이들은 버려진 레인저 트럭을 타고 숲을 달리지만, 또 다른 용암이 내리막길로 흘러내리기 전에 갇히게 된다. 그들은 예전에 루스가 키웠던 개를 구하고 용암류가 덮치기 전에 간신히 탈출한다. 그들이 마을로 돌아왔을 때 해리는 비상 무선 표지 장치를 회수했지만, 노트북 시뮬레이션에 따르면 화산의 마지막 반응은 예측된 것으로 드러났다. 해리가 레이첼과 그녀의 아이들을 데리고 떠나려고 할 때 화산이 화산쇄설물 구름을 방출하여 경로에 있는 모든 것을 파괴한다. 마을을 빠져나갈 방법이 없자 해리는 그레이엄이 자주 놀았던 버려진 광산으로 차를 몰고 간다.
광산 내부에서 해리, 레이첼, 그리고 아이들은 그곳을 탐험하지만 해리는 신호기를 깜빡하고 그것을 가져오러 돌아간다. 그 무렵, 여진으로 인해 바위가 떨어지고, 해리는 그 한가운데에 끼어 팔이 부러지는 고통을 겪는다. 해리는 버려진 레인저 트럭에서 피난처를 찾고 비콘을 작동시킨다. 몇 시간 후, 나머지 지질팀이 구조 신호에 대응하여 수색 및 구조팀을 파견한다. 해리, 레이첼, 그리고 아이들은 파괴된 광산에서 호송되어 헬리콥터를 타고 알려지지 않은 장소로 이동한다.

## 출연

### 주연
- 피어스 브로스넌
- 린다 해밀턴

### 조연
- 찰스 할러한
- 그랜트 헤슬로브
- 엘리자베스 호프먼
- 제레미 폴리
- 제이미 레니 스미스
- 아라벨라 필드
- 티지 마
- 브라이언 레디
- 커크 트러트너

## 기타
- 협력프로듀서: 제프 머피
- 미술: J. 데니스 워싱턴
- 의상: 이시스 뮤젠든
- 배역: 앨리슨 코윗
- 배역: 마이크 펜튼

## SBS 성우진 (1999년 9월 26일)
- 이정구 - 해리 달튼(피어스 브로스넌)
- 안경진 - 레이첼 완도(린다 해밀턴)
- 김용식 - 폴 드레이퍼스(찰스 할러한)
- 박영화 - 그렉(그랜트 헤슬로브)
- 안정현
- 김정미
- 한상덕
- 박태호
- 이향숙
- 유제상
- 김수경
- 김준 - 스탠(티지 마)
- 유동현
- 정미숙
- 박규웅

## 같이 보기
- 《볼케이노》: 화산 분화를 소재로 한 미국의 재난 영화. 1997년 개봉